# Abdullah bin Nasser bin Khalifa Al Thani
Abdullah bin Nasser bin Khalifa Al Thani (in arabo عبد الله بن ناصر بن خليفة آل ثاني‎?; Doha, 1965) è un politico qatariota, Primo ministro del Qatar e Ministro dell'Interno dal 2013 al 2020.